# Neaxius acanthus
Neaxius acanthus is een tienpotigensoort uit de familie van de Strahlaxiidae. De wetenschappelijke naam van de soort werd in 1878 voor het eerst geldig gepubliceerd door Alphonse Milne-Edwards.